# NGC 4665

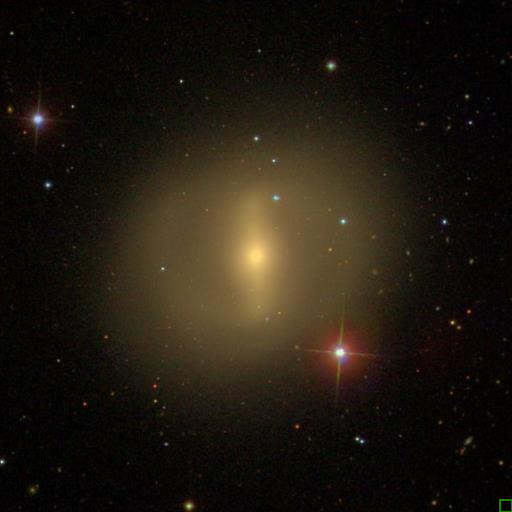
Hình ảnh của NGC 4665

NGC 4665 (ngoài ra nó còn được biên mục với tên NGC 4624 và NGC 4664) là tên của một thiên hà hình hạt đậu hoặc là một thiên hà xoắn ốc nằm trong chòm sao Xử Nữ. Khoảng cách giữa nó với trái đất chúng ta là khoảng xấp xỉ 60 triệu năm ánh sáng. Kích thước biểu kiến của nó là khoảng 75000 năm ánh sáng. nó nằm ở vị trí phía 2,75 độ của hướng đông-đông nam tính từ ngôi sao Delta Virginis. Nó có thể được nhìn thấy bằng một kính thiên văn với độ phóng đại là 23.
Nó được nhà thiên văn học người Anh gốc Đức William Herschel phát hiện vào ngày 23 tháng 2 năm 1784. Ngày 30 tháng 4 năm 1786, ông lại nghĩ rằng nó là một tinh vân và nên đã biên mục nó. Ngày 9 tháng 4 năm 1828, nhà thiên văn học người Anh John Herschel lại báo cáo rằng nó là một thiên thể khác. Thực tế chúng chỉ là một vật thể bị hiểu nhầm là ba vật thể khác nhau, mãi đến năm 1912, nhà thiên văn học người Scotland John Louis Emil Dreyer đã xác định lại nó.
NGC 4665 có một một điểm phình sáng, hơi giống hình elip và một thanh chắn nổi bật với độ sáng bề mặt cao The isophotes appear boxy at the end of the bar.. Các đường cong isophote của nó có hình hộp ở hai điểm cuối cùng của thanh chắn. Độ dào của thanh chắn ấy là gần 3000 parsec. Đổ sáng bề mặt của các nhánh xoắn ốc gần thanh chắn thì lớn hơn các nhánh ở xa. Nhánh phía nam thì xuất hiện rõ hơn. Tổng khối lượng của các đám mây phân tử của nó là gấp 107,3 lần khối lượng mặt trời.

## Dữ liệu hiện tại
Theo như quan sát, đây là thiên hà nằm trong chòm sao Xử Nữ và dưới đây là một số dữ liệu khác:
Xích kinh 12h 45m 06s
Xích vĩ +03° 03′ 21″
Giá trị dịch chuyển đỏ 0.003042 ± 0.000017  
| h_radial_v = 912 ± 5 km/s
Cấp sao biểu kiến 10.3 
Kích thước biểu kiến 3′.8 × 3′.2
Loại thiên hà SB(s)0/a 